# Syndrome malin des neuroleptiques
 Mise en garde médicale
Le syndrome malin des neuroleptiques (SMN) est un syndrome rare faisant le plus souvent suite à la prise d'un traitement de neuroleptique. Non traité à temps, le syndrome peut causer des séquelles neurologiques permanentes et aboutit au décès du patient entre 5 % et 22 % des cas. Le syndrome malin des neuroleptiques survient généralement une à deux semaines après le début du traitement et se caractérise par une rigidité musculaire, une hyperthermie, une perturbation du système nerveux autonome, une altération de l'état mental.  À cause de l'imprédictibilité du SMN, le traitement peut être très variable mais souvent, le retrait du neuroleptique incriminé et des soins symptomatiques suffisent.

## Diagnostic

### Clinique
Les premiers signes sont souvent l'apparition de crampes musculaires ou de tremblements, une hyperthermie (probablement expliquée par le blocage des récepteurs à la dopamine de l'hypothalamus), avec instabilité du système nerveux autonome, comme une pression artérielle instable par exemple, et des perturbations mentales : agitation, délire, coma. 
Une fois que les symptômes sont apparus, ils peuvent progresser rapidement pour une période aussi courte que trois jours. Ces symptômes peuvent durer de 8 heures à 40 jours. Les symptômes musculaires ont tendance à être provoqués par le blocage du récepteur D2 à la dopamine conduisant à une fonction anormale des noyaux gris centraux similaires à ceux vus dans la maladie de Parkinson.
Une augmentation des leucocytes et de la créatine phosphokinase serait liée à l'augmentation de l'activité musculaire et à la rhabdomyolyse (destruction du tissu musculaire). Le patient peut avoir une acidose métabolique à trou anionique augmenté. Un ralentissement non généralisé sur l'EEG est reporté dans 50 % des cas.
Le tableau clinique rassemble :
- hyperthermie (> 38 °C) ;
- rigidité musculaire  ;
- trouble de la conscience avec mutisme ou stupeur ;
- trouble du système nerveux autonome avec parfois : une pâleur, une hypersudation, une sialorrhée, une tachycardie, une hypotension artérielle, une tachypnée, une incontinence, des hallucinations, des tremblements.

### Complications
Les complications peuvent être sévères et le pronostic vital est engagé.
L'évolution dépend de la rapidité du diagnostic et de la prise en charge. 10 % des formes peuvent être fatales :
- rhabdomyolyse ;
- insuffisance cardiaque ;
- insuffisance rénale ;
- insuffisance respiratoire ;
- une amnésie peut apparaitre et peut persister à distance de l'épisode.

### Diagnostic différentiel
- l'hyperthermie maligne[2]
- hyperthermie (coup de chaleur)[3],[2]
- le syndrome sérotoninergique [2]
- surdosage de sels de lithium (toxicité du lithium)[2]
- l'infection ou le sepsis, une encéphalite,
- le delirium tremens[3]
- une encéphalopathie toxique[3]
- un état de mal épileptique[3]

## Causes
Le SMN est généralement causé par l'utilisation de neuroleptiques. Cependant,  et contrairement à ce que son nom laisse à penser, le syndrome malin des neuroleptiques peut être causé par d'autres médicaments tels que des anticonvulsants, des antidépresseurs ou la métoclopramide, qui ont en commun avec les neuroleptiques d'être des antagonistes au récepteur D2 de la dopamine. L'interruption abrupte de médicaments pour traiter le maladie de Parkinson, qui sont agonistes de la dopamine, peut également déclencher un épisode de SMN.

### Physiopathologie
Les mécanismes biologiques à l'oeuvre dans le syndrome malin des neuroleptiques n'est pas encore entièrement compris. Il existe plusieurs hypothèses à ce sujet. Le mécanisme suggéré serait dépendant d'une diminution de l'activité dopaminergique à cause :
- du blocage des récepteurs de la dopamine ;
- de la diminution de la fonction des récepteurs de la dopamine D2 par un mécanisme génétique[5].

Cependant, ces dysfonctionnements n'expliquent pas complètement les symptômes de SMN ni l'apparition de SMN avec les neuroleptiques atypiques qui ont une activité de blocage des récepteurs D2 moindre. Ceci a mené à l'hypothèse d'une hyperactivité sympathique liée à la désorganisation du système nerveux autonome. Par ailleurs, la libération du calcium est augmentée par le réticulum endoplasmique avec l'utilisation d'antipsychotiques. Ceci peut entraîner une augmentation de la contractilité musculaire qui peut jouer le rôle de défaillance musculaire avec une rigidité musculaire, une hyperthermie. Certains pensent qu'il faut considérer qu'il existe un chevauchement entre le syndrome de catatonie retrouvé dans les schizophrénies et le SMN. Le premier étant la forme idiopathique et le second la forme induite par les traitements d'un même syndrome.

## Prévalence
La survenue du syndrome malin des neuroleptiques est rare. Elle touche entre 0,04 et 0,01 % des patients prenant des antipsychotiques,,.

### Facteurs de risque
Les facteurs de risques connus sont la déshydratation, un état de malnutrition, un état d'agitation, la dépendance aux drogues et à l'alcool. Le fait de prendre du lithium en même temps qu'un traitement neuroleptique est également un facteur de risque, tout comme le fait d'avoir des lésions cérébrales préexistantes ou d'avoir déjà présenté un épisode de syndrome malin des neuroleptiques. 
Le fait de prendre des hautes doses de neuroleptiques et le fait d'augmenter rapidement la posologie d'un traitement neuroleptique sont considérés comme étant probablement également des facteurs de risques.

## Histoire
Le syndrome malin des neuroleptiques a été décrit pour la première fois par Frank J. Ayd, sous le nom de hyperpyrexie fatale (fatal hyperpyrexia).  Son nom actuel lui a été donné par une équipe de cliniciens  français qui travaillaient dans les années 60 sur les effets secondaires de l'halopéridol.

## Traitement
C'est une urgence médicale nécessitant la prise en charge en soins intensifs ou en réanimation. 
Le traitement neuroleptique en cours doit être arrêté. 
Le traitement est symptomatique pour le maintien des fonctions vitales en attendant l'élimination de l'agent causal : réhydratation, réfrigération (couverture refroidissante, packs de glace dans des tissus placés dans le creux axillaire ou l'aine) et antipyrétique (paracétamol).
En cas d'insuffisance rénale sévère, on peut recourir à une hémodialyse. Un état de choc peut nécessiter la mise en place d'une assistance cardio-respiratoire.
Le dantrolène, un myorelaxant, peut aider à l'amélioration des symptômes.
Un agoniste dopaminergique (bromocriptine) peut lutter contre la rigidité.
L'électroconvulsivothérapie peut être un recours dans les formes réfractaires. 
Il faut prévenir les complications de décubitus (thromboses veineuses profondes).
La guérison est obtenu après une ou deux semaines, selon la demi-vie du neuroleptique en cause mais des symptômes peuvent persister plusieurs mois.
Idéalement le neuroleptique en cause ne doit pas être réintroduit.